# Carnevale di Roma

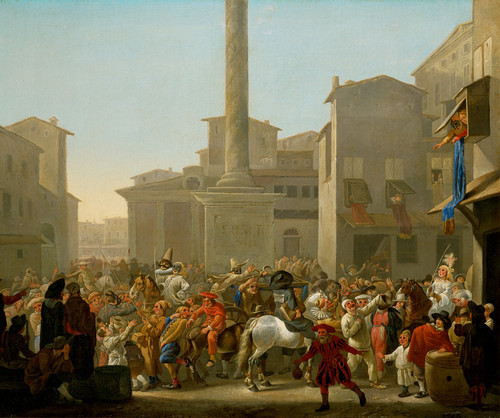
Johannes Lingelbach, Carneval in Rom

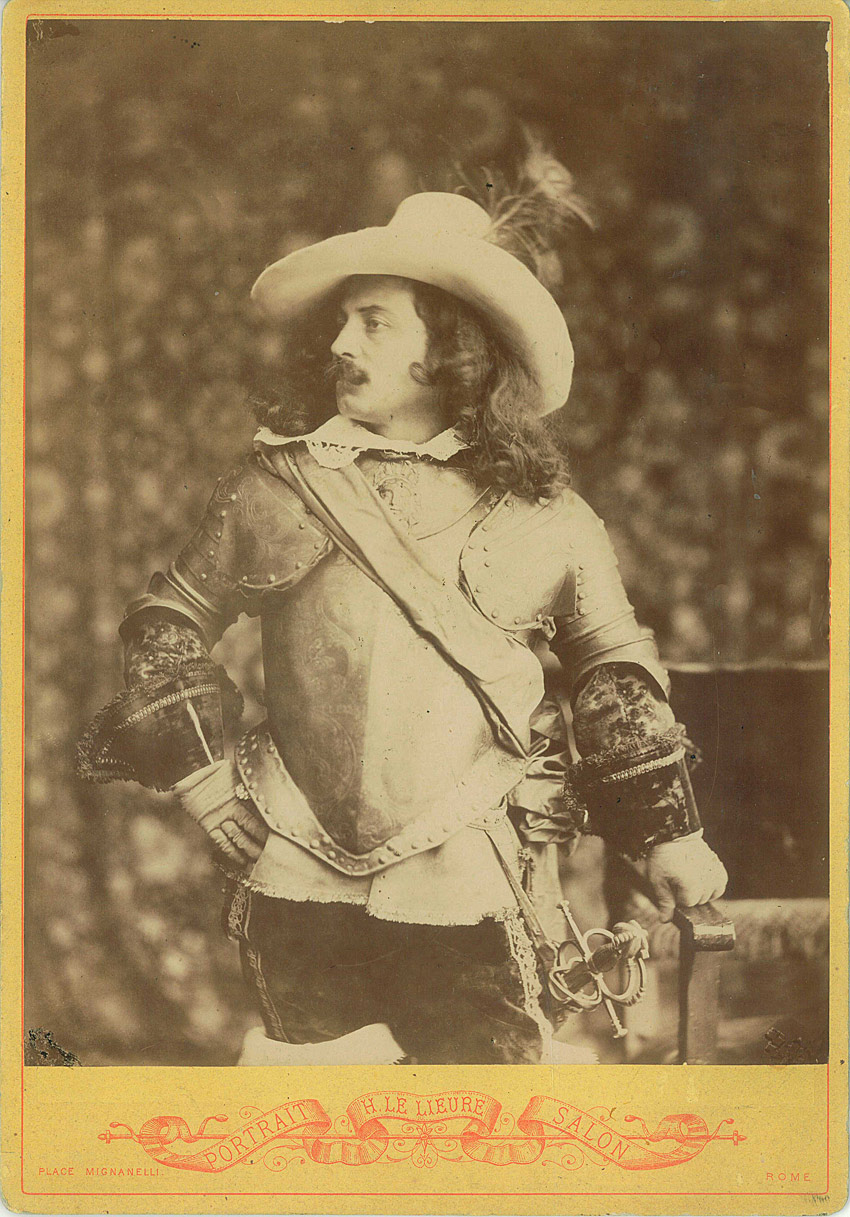
Attilio Simonetti negli abiti del Gran Conestabile per la sfilata, da lui ideata, in occasione del Carnevale Romano del 1880,

Il Carnevale di Roma, o Carnevale romano, si festeggia a Roma nel periodo dell'anno che precede la Quaresima; fortemente ispirato ai Saturnalia degli antichi Romani, il carnevale fu uno dei principali festeggiamenti della Roma pontificia.

## Storia

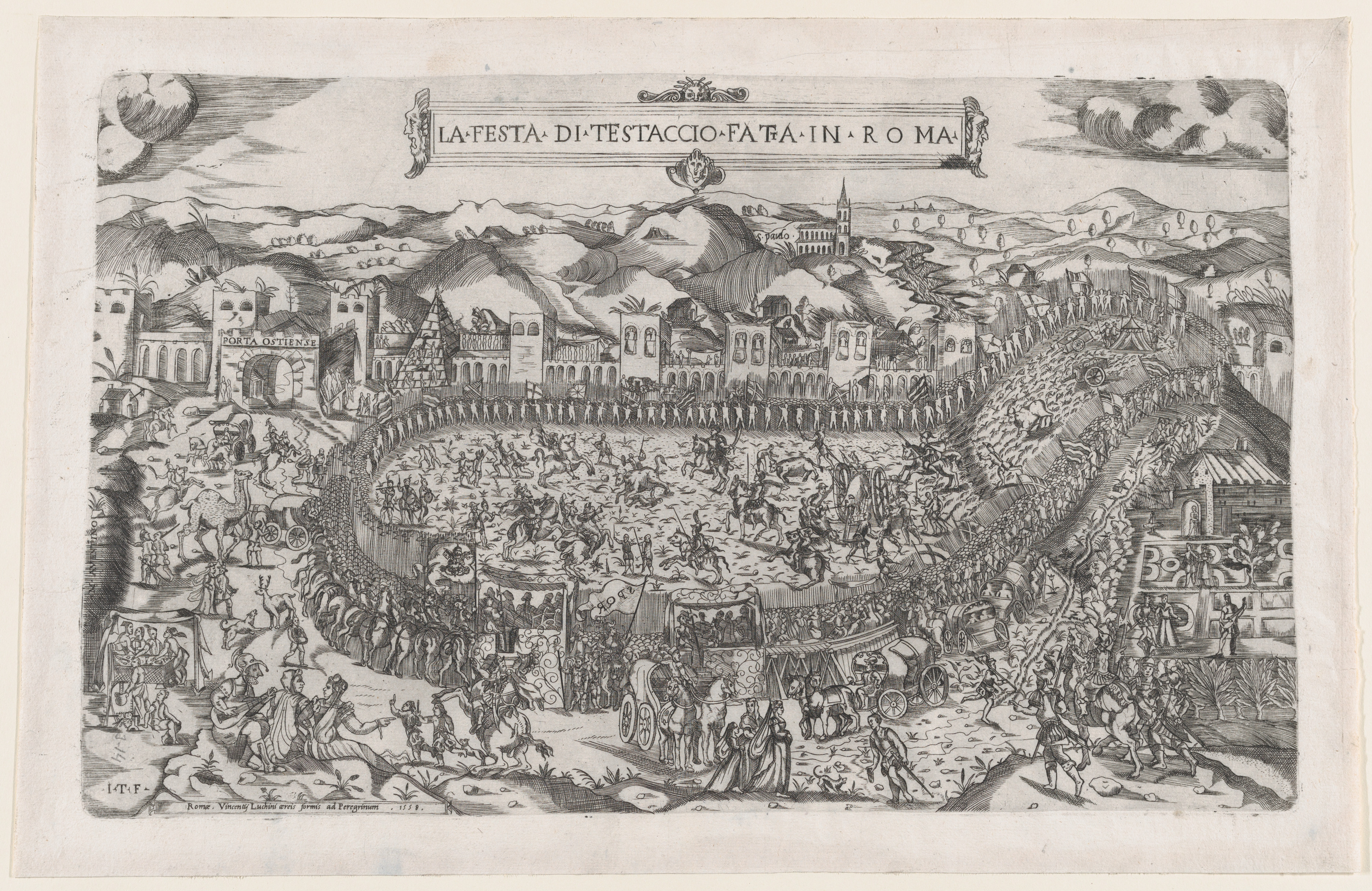
"La festa di Testaccio fatta in Roma", stampa del 1558

Cor protesto e la scusa der collèra,

Ma ppe un'antra raggione un po' ppiù vera

Er Governo ha inibbito er carnovale.

(da Er carnovale der '37, 20 gennaio 1837)»
Le origini del carnevale romano risalgono ai Saturnali, festività religiose dell'antica Roma caratterizzate da divertimenti pubblici, riti orgiastici, sacrifici, balli e dalla presenza di maschere.
A partire dal X secolo si svolsero festeggiamenti carnascialeschi sul monte Testaccio, con l'intento di richiamare l'antica festività romana. Dalla metà del XV secolo i giochi, per volontà di papa Paolo II, si svolsero in via Lata (attuale via del Corso).

L'evento principale era la corsa dei cavalli berberi: tanti nobili, reali, artisti e viaggiatori accorrevano a Roma per la corsa e ne lasciarono traccia nei loro scritti; esso fu inoltre un tema ricorrente in numerose vivaci stampe e dipinti. Esso si tenne annualmente, con alcune eccezioni, ad esempio nel 1829 per la morte del papa Leone XII.

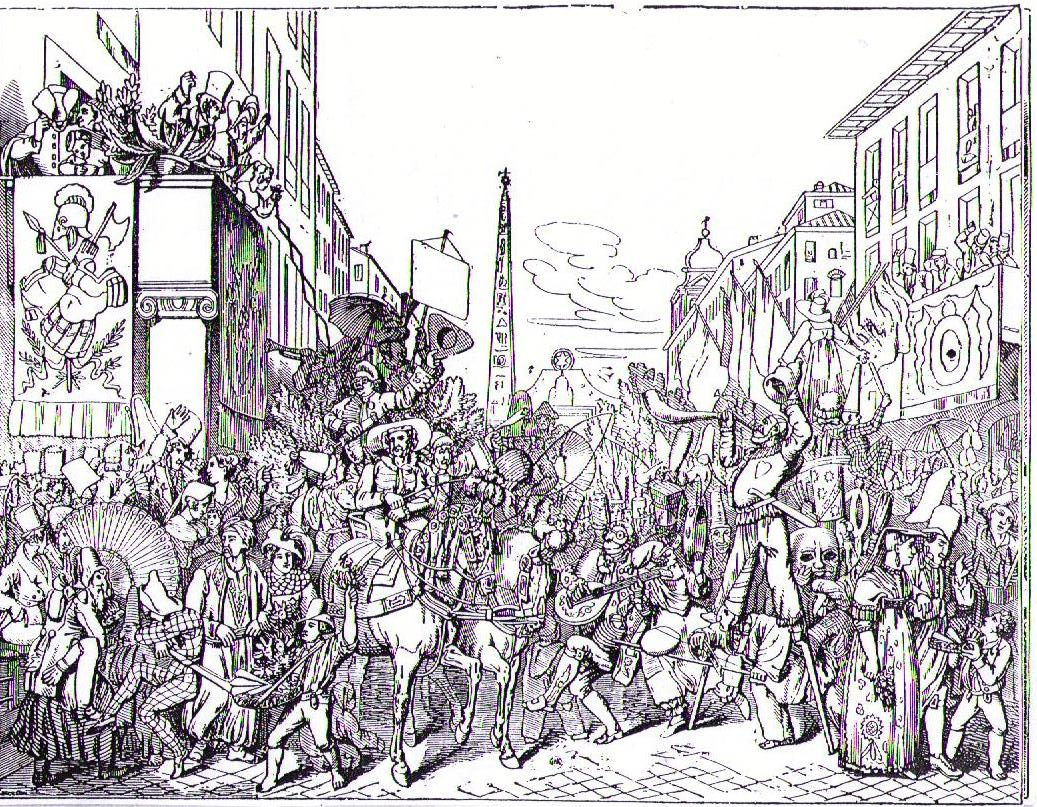
Il Carnevale di Roma in Via del Corso nel 1836. In fondo, si nota l'Obelisco Flaminio a Piazza del Popolo.

Pochi anni dopo l'Unità d'Italia, nel 1874, Vittorio Emanuele II decise di abolire per sempre questo evento a causa della morte di un giovane che assisteva alla corsa e fu travolto e ucciso: questo fatto segnò così l'inizio del declino del Carnevale romano.

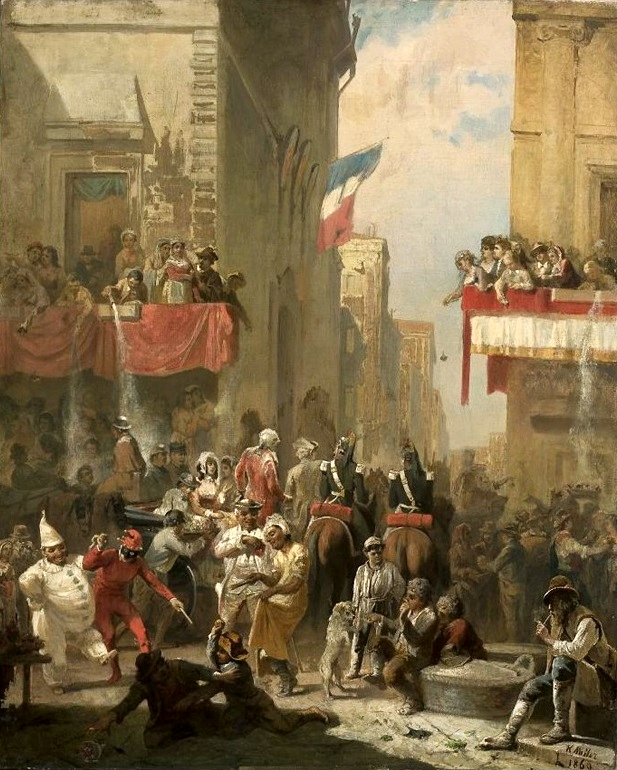
Karol Miller: Carnevale in via del Corso a Roma (1869)

José Benlliure y Gil, Carnevale a Roma (1881)

## Spettacoli
- Corsa dei cavalli barberi
- Festa dei moccoletti

## Personaggi
La principale maschera del carnevale romano era Rugantino, ma erano presenti anche i vari Norcini, Aquilani, Facchini e i Pulcinelli romani nonché Meo Patacca, il generale Mannaggia La Rocca, il nobile credulone Cassandrino, don Pasquale de' Bisognosi, il burattinaio Ghetanaccio (personaggio del Settecento rappresentato col teatrino sulle spalle), il Dottor Gambalunga (raffigurato con grandi occhiali, tunica nera e libro in mano) e la Zingara.

## Il carnevale romano nella letteratura
- Il Carnevale romano ottocentesco viene descritto ne "Il Conte di Montecristo" di Alexandre Dumas.
- Viene descritto da vari viaggiatori, come Goethe e Montaigne.

(Johann Wolfgang von Goethe, Viaggio in Italia, 1788)
- Il poeta romanesco Luigi Zanazzo ambienta nel carnevale la sua poesia Li moccolétti.
- La commedia Rugantino del 1962 è ambientata durante il carnevale romano.

## Il carnevale romano nella pittura
- Il carnevale romano fu ritratto dal pittore tedesco Johann August Krafft, a lungo attivo a Roma.
- Il carnevale romano è stato ritratto dal pittore polacco Karol Miller, che fece un viaggio di studio a Roma.
- Il carnevale romano è stato ritratto dal pittore spagnolo José Benlliure y Gil.

## Il carnevale romano nella musica
- La compositrice ucraina Zhanna Stankovych, residente a Roma dal 1998, dedica al Carnevale di Roma un ciclo di 8 pezzi, che fanno parte della suite per pianoforte "Gogol' nella Città Eterna" op.2. The Carnival of Rome, Zhanna Stankovych • Album, su youtube.com.